# Controversia Liebig-Pasteur
La disputa Liebig-Pasteur è la disputa tra Justus von Liebig e Louis Pasteur sui processi e le cause della fermentazione.

## Panoramica delle controversie
Louis Pasteur, un chimico francese, sostenne l'idea che la fermentazione fosse un processo biologico. Justus von Liebig, un chimico tedesco, sostenne l'idea che la fermentazione fosse un processo meccanico. Entrambi i chimici avevano diversi metodi di sperimentazione e si concentravano su diversi aspetti della fermentazione perché avevano idee diverse su dove iniziava la fermentazione in un organismo.
La faida Liebig-Pasteur iniziò nel 1857 quando Pasteur disse che la fermentazione può avvenire in assenza di ossigeno. I due erano a conoscenza delle opere dell'altro, ma continuarono a lavorare con le proprie teorie. I due citano l'un l'altro, così come altri scienziati, in articoli e altre pubblicazioni sui processi e le cause della fermentazione.

## La posizione di Pasteur
Pasteur ha osservato che la fermentazione non richiede ossigeno, ma necessita di lievito, che è vivo. La fermentazione è un processo biologico, non un processo chimico di riduzione e ossigeno. Ha usato due bottiglie sottili. Una delle bottiglie aveva il collo ricurvo; questo è chiamato collo di cigno. Pasteur versò del brodo liquido nelle due bottiglie, e riscaldò il fondo delle bottiglie. Quando il liquido bolle, li lascia raffreddare. Pasteur ha osservato che il brodo nella bottiglia ricurva rimaneva limpido, tranne quando la bottiglia veniva agitata.
Pasteur ha spiegato che le due bottiglie erano piene d'aria, ma la bottiglia ricurva poteva fermare la maggior parte delle particelle nell'aria e manteneva la sua natura. Tuttavia, il liquido nell'altra bottiglia è degenerato. Pertanto, ha concluso che la fermentazione non richiede ossigeno, ma ha bisogno del lievito. Quando il lievito può crescere nel tempo, la sostanza si deteriora o marcisce.
Pasteur vedeva la fermentazione come un tipo di vitalismo. Ha osservato che gli organismi viventi erano responsabili del processo di fermentazione.

## La posizione di Liebig
Liebig ha formulato la sua teoria affermando che la produzione di alcol non era un processo biologico ma un processo chimico, screditando l'idea che la fermentazione potesse avvenire a causa di organismi microscopici. Credeva che le vibrazioni emanate dalla decomposizione della materia organica si sarebbero diffuse allo zucchero con conseguente produzione esclusivamente di anidride carbonica e alcol.
Il cambiamento è stato facilitato dal fermento o lievito, che ha i caratteri di un composto di azoto in stato di putrefazione. Dato che la suscettibilità del fermento al cambiamento, è sottoposto a decomposizione, per azione dell'aria (da cui si fornisce ossigeno), dell'acqua (da cui si ottiene umidità) e di una temperatura favorevole. Prima del contatto con l'ossigeno, i costituenti sono disposti insieme senza azione l'uno sull'altro. Attraverso l'ossigeno è stato disturbato lo stato di quiete (o equilibrio) delle attrazioni che tengono insieme gli elementi. Come conseguenza di questo disturbo si è formata una separazione o una nuova disposizione degli elementi. La fermentazione avviene a causa del trasferimento dell'instabilità molecolare dal fermento (atomi in movimento) alle molecole di zucchero, e continua finché continua la decomposizione del fermento.
Si può dire che il punto di vista di Liebig sulla fermentazione rientri in un punto di vista meccanicistico . Dal suo lavoro, ha visto che la fermentazione, così come altri catalizzatori, avveniva mediante un processo chimico e meccanico.

## Comunicazioni Liebig-Pasteur
Pasteur ha risposto alle opere di Liebig, spesso attraverso i suoi stessi scritti, e utilizzando i risultati dei suoi stessi esperimenti per supportare le sue teorie. Ad esempio, nel 1858, Pasteur scrisse un articolo cercando di confutare la teoria di Liebig secondo cui la fermentazione non può essere causata dalla crescita del lievito quando avviene quando il lievito viene aggiunto all'acqua zuccherata pura. Pasteur pensava che nella pura acqua zuccherata il lievito crescesse e si disintegrasse e sviluppò esperimenti per supportare le sue teorie. Liebig, tuttavia, non era convinto e affermò che Pasteur non stava risolvendo le domande che aveva sulla decomposizione in fermentazione.
Nel 1869, Liebig ha risposto alla sfida di Pasteur, che aveva reso pubblica dieci anni prima. Liebig manteneva ancora questa posizione e affermava che alcuni degli esperimenti di Pasteur erano difficili da replicare e utilizzare in modo efficace. Pasteur era furioso e suggerì alla Royal Academy di assumere un terzo scienziato che replicasse i suoi esperimenti e verificasse i suoi risultati per supportare le sue teorie. Né Liebig né l'Accademia hanno risposto.
Successivamente, Pasteur ha chiesto un incontro con Liebig, ma Liebig non lo ha ricevuto cordialmente e si è rifiutato di discutere l'argomento della fermentazione.

## Eduard Büchner

### Scoperta dell'agente attivo della fermentazione
La famosa controversia tra Pasteur e Liebig sulla natura della fermentazione alcolica è stata scoperta da Eduard Büchner, chimico e zimologo tedesco. Influenzato da suo fratello Hans, che divenne il famoso batteriologo, Büchner sviluppò un interesse per il processo di fermentazione in cui il lievito scompone lo zucchero in alcol e anidride carbonica. Pubblicò il suo primo articolo nel 1885 che rivelò che la fermentazione poteva avvenire in presenza di ossigeno, una conclusione contraria all'opinione di Louis Pasteur.
Nel 1893 Büchner era pienamente coinvolto nella ricerca dell'agente attivo della fermentazione. Ha ottenuto campioni puri del fluido interno delle cellule di lievito polverizzando il lievito all'interno di una miscela di sabbia e farina fossile, quindi spremendo la miscela attraverso un filtro di tela. Questo processo ha evitato l'uso di solventi e alte temperature che avevano sventato precedenti indagini. Presumeva che il fluido raccolto non fosse in grado di produrre fermentazione perché le cellule di lievito erano morte. Tuttavia, quando ha tentato di conservare il fluido nello zucchero concentrato, è stato sorpreso di osservare il rilascio di anidride carbonica, segno che stava avvenendo la fermentazione. Büchner ipotizzò che la fermentazione fosse causata da un enzima che chiamò zimasi. Le sue scoperte secondo cui la fermentazione era il risultato di un processo chimico sia all'interno che all'esterno delle cellule, furono pubblicate nel 1897.

## Eredità della disputa Liebig-Pasteur
Né Liebig né Pasteur avevano completamente ragione. Tuttavia, ciascuno dei loro argomenti ha portato a più scoperte che hanno creato molti dei campi odierni della scienza e della medicina.
Berzelius aveva definito la parola "fermento" come un esempio di attività catalitica. Poco dopo, Schwann scoprì che la pepsina era la sostanza responsabile della digestione dell'albumina nello stomaco. Credeva che questo fosse ciò che Berzelius definiva catalizzatori, o la forza per le reazioni chimiche di materia minerale, organica e vivente. Liebig si è opposto all'idea affermando che i termini catalizzatori e pepsina non dovrebbero essere usati in quanto sono solo rappresentanti di un'idea.
Charles Cagniard-Latour, Theodor Schwann e Friedrich Traugott Kützing identificarono indipendentemente il lievito come un organismo vivente che si nutre dello zucchero che fermenta, processo che si riferiva alla fermentazione dell'etanolo (fermentazione alcolica). Liebig, Berzelius e Wohler respinsero le idee di Schwann, Latour e Kutzing. Nel 1839, Liebig e Wohler pubblicarono un articolo sul ruolo del lievito nella fermentazione alcolica. Nel 1858 Moritz Traube, allievo di Liebig, enuncia il teorema, utilizzato per la fermentazione alcolica, secondo cui tutte le fermentazioni prodotte da organismi viventi sono basate su reazioni chimiche piuttosto che su una forza vitale stessa.
La disputa tra Liebig e Pasteur aveva, in un certo senso, rallentato i progressi della scienza e della medicina nel campo della fermentazione, della fermentazione alcolica e degli enzimi. D'altra parte, le idee contrastanti hanno accelerato la ricerca nel campo della fermentazione e degli enzimi attraverso altri scienziati e chimici. Attraverso Büchner e il suo esperimento sulla fermentazione, il mondo della scienza e della medicina andò oltre aprendo la strada agli studi sugli enzimi e sulla fermentazione e segnò uno dei punti critici della storia della chimica moderna.